# Daseinstein
Daseinstein (juiste spelling: das einstein) is een winkelcentrum dat in 2009 werd geopend op de kruising van de Einsteinstrasse en de Leuchtenbergring in de wijk München- Haidhausen. Met een totaal van 18.000 m² verkoopvloeroppervlakte, is “Daseinstein” voor de Hofstatt en de Fünf Höfe is het grootste winkelcentrum van München binnen de Middelste Ring.
De hoofdhuurder van het winkelcentrum is de Europese elektronicaspecialistenketen Media-Saturn, die beweert daar de grootste vestiging te hebben, die zich over drie verdiepingen uitstrekt met 10.000 m² verkoopruimte en een verkoopassortiment van circa 100.000 producten. Andere hoofdhuurders zijn onder meer een 4.000 m² fitnessstudio van Fitness First, een Edeka-supermarkt met 2.400 m², evenals een 1.000 m² grote “foodcourt”. 
De 5.000 m² kantoorruimte in het gebouw wordt sinds 2014 verhuurd aan de dagkliniek Schön Kliniken, gespecialiseerd in psychosomatische therapie. Sinds maart 2015 is er ook een tandheelkundig behandelcentrum met een aangrenzend tandtechnisch laboratorium. Een gespecialiseerd medisch centrum dat daar voorheen gevestigd was, werd in 2013 wegens faillissement gesloten.
De opening van het winkelcentrum op 14 mei 2009 werd tevens aangekondigd als het dertigjarig jubileum van speciaalzaakketen Media-Markt. De eerste feitelijke mediamarkt werd pas op 24 november 1979 geopend in het Euro-Industrial Park in München. Zelfs vóór de opening om zes uur 's ochtends hadden zich lange rijen gevormd voor de toegangsdeuren, veiligheidstroepen en politieagenten beveiligden het gebouw tegen de verwachte massale stormloop. 200 medewerkers uit het hele land ondersteunden op de openingsdag het vaste personeelsbestand van 130 medewerkers. 
Voordat het winkelcentrum in mei 2009 onder de naam “Daseinstein” werd geopend, was het winkelcentrum,  bekend als “Stahlgruber Center” totdat het anderhalf jaar lang werd gerenoveerd door Pramerica Real Estate en Cells Bauwelt. De Media Markt was toen al een ankerhuurder, maar met een oppervlakte van slechts 3.000 m². Als onderdeel van de renovatie werd driekwart van de bestaande bebouwing gesloopt en werd het S-Bahn-station verplaatst. 
Begin 2018 werd het verkoopoppervlak met 8.000 m² uitgebreid voor Zweirad-Center Stadler in het aangrenzende gebouw.
Hoewel de bij het winkelcentrum behorende parkeergarage in totaal 437 parkeerplaatsen heeft en volgens de exploitant een bezettingsgraad van 30 % kent, leidt het winkelcentrum vooral op zaterdag tot knelpunten qua parkeerplekken in de omgeving.
Begin 2016 kocht een consortium bestaande uit het Deense Kirkbi Invest en de Münchense projectontwikkelaar Cells Bauwelt het winkelcentrum.

## Bereikbaarheid
Het winkelcentrum is verbonden via het S-Bahnstation Leuchtenbergring en tramlijn 19. Ook de snelbus X30, de metrobus 59, de stadsbus 149 en de streekbus 9410 en de nachtbus N74 stoppen daar.
Het winkelcentrum is per auto te bereiken via de Mittlerer Ring Ost en de Bundesautobahn 94.

## Trivia
Met de grootste Mediamarkt als ankerhuurder wordt het winkelcentrum af en toe in de pers genoemd wegens proefaankopen. Zo waren in de Mediamarkt toen de iPhone 7 in september 2016 in de verkoop ging, slechts 8 exemplaren in plaats van de 2.000 beloofde exemplaren beschikbaar. In 2013 filmde ProSieben in dit winkelcentrum een reportage van 14 minuten voor het programma Galileo.
Beroemdheden zoals de Chinese pianist Lang Lang, worstelaar Zack Ryder,  en Kofi Kingston, cabaretier Harry G, ijshockeyclub EHC Red Bull, rapper Kool Savas, de meidengroep LaVive, pop zanger Semino Rossi, de Finse rockband Sunrise Avenue, Daniel Küblböck en anderen waren in het winkelcentrum voor signeersessies.